# W obronie Rodyjczyków
W obronie Rodyjczyków stgr. ὑπὲρ τῆς Ῥοδίων Ἐλευθερίας – mowa polityczna wchodząca w skład Corpus Demosthenicum (pod numerem 15), wygłoszona przez Demostenesa w 351 roku p.n.e. Mówca przekonuje w niej Ateńczyków do wsparcia rodyjskich demokratów. 
Rodos uzyskało niepodległość w 355 roku p.n.e. w wyniku porażki Aten w wojnie ze sprzymierzeńcami. Niedługo potem wyspa została podporządkowana perskiemu sartrapie Mausolosowi, który wygnał z niej demokratycznych polityków i ustanowił ustrój oligarchiczny. Wygnańcy w 351 roku p.n.e. zwrócili się do Ateńczyków z prośbą o przywrócenie poprzedniego ustroju. Zarówno nielojalność Rodyjczyków w niedawnej wojnie, jak i groźba konfliktu z imperium perskim, niekorzystnie nastrajały obywateli do udzielenia zbrojnej pomocy. 
Nastrojom tym próbuje przeciwdziałać Demostenes w mowie W obronie Rodos. Przypomina Ateńczykom ich sławną przeszłość i moralny obowiązek wspierania słabszych demokratów. 
Mowa nie odniosła zamierzonego skutku.